# Трамвайный парк «Площадь Капошвара»
Трамвайный парк № 1 «Площадь Капошвара» — трамвайный парк в Твери.

## Предпроектные изыскания
К 1930-м годам, в связи с недостаточной материально-технической оснащенностью, существовавший в Твери трамвайный парк уже не мог обеспечить надлежащего обслуживания всё расширяющегося парка подвижного состава. Поэтому, в 1932 году возник вопрос о строительстве нового парка; разработка проекта была поручена Электротягстрою ВЭО.
Для строительства парка были выбраны участки:
- за Московской заставой (современная площадь Гагарина);
- Станционное шоссе у пересечения с Волжской веткой (современная площадь Капошвара);
- расширение старого парка.

Расширение существовавшего парка было признано невозможным вследствие близости жилых домов и реки Тьмаки. Место у Московской заставы было признано нерентабельным, так как влекло за собой значительное увеличение нулевого пробега вагонов.

## Строительство
Осенью 1932 года по проекту Электротягстроя были начаты работы по строительству нового парка: произведена разбивка территории, дренажные работы и заложен фундамент. В 1933 году ввиду отсутствия средств, строительство парка прекратилось на неопределенное время.
1 апреля 1933 года вследствие пожара был уничтожен старый трампарк: как смотроуборочное помещение, так и ремонтное отделение и все оборудование механической мастерской, что сделало невозможным проведение ремонта вагонов и в значительной степени затруднило производство осмотра.
Правительственная комиссия, выехавшая в Калинин после пожара, вынесла постановление о том, чтобы восстановить старый парк как временное помещение под осмотр вагонов, а также возобновить строительства нового трамвайного парка; Строительство было возобновлено летом 1933 года.
Строительство парка в объёме первой очереди было закончено 1 июля 1934 года, и в него был переведен ночной осмотр вагонов. Смотроуборочный цех, размером 109×22,5 м, имел сквозные смотровые канавы. Потолочные перекрытия смотроуборочного цеха были выполнены деревянным плетением. Также были построены котельная для отопления помещений и отдельное здание кузницы и сварочной. В 1937-40 годах была организована никелировочная мастерская, установлен гидропресс для формирования колесных пар, изготовлены и установлены два комплекта электрифицированных домкратов для подъемки кузовов трамвайных вагонов.

## Работа парка
К началу 1960-х годов парк подвижного состава трамвайной системы г. Калинина вырос до 150 единиц. Трамвайное депо, рассчитанное на обслуживание 100 вагонов, не справлялось с таким объёмом работ, в связи с чем было начато строительство второго депо в районе Соминки. Для преодоления трудностей с ремонтом и техническим обслуживанием вагонного парка, на территории депо, выходящей в сторону улицы Дарвина, в 1965 году было принято решение о строительстве цеха планового ремонта вагонов. Проект строительства выполнил Облпроект (автор — инженер С. Н. Кузнецов). Корпус имел длину 76 м, ширину 24 м, площадь застройки 1872 м2, объём 12700 м3. Заказчиком был определен УКС исполкома Горсовета, подрядной организацией назначен трест «Калининстрой». Первоочередные работы по проекту были закончены в 1966 году, в 1969 году были закончены работы второй очереди.
1 октября 2010 года трамвайный парк был закрыт для линейной работы, приписной парк передан в депо № 2 «Соминка»; используется для хранения отставленных от работы вагонов. 1 декабря 2011 года трамвайное депо № 1 закрыто для разворота вагонов, находившиеся в нём вагоны отправлены во второе депо; рельсы и контактная сеть демонтированы. Впоследствии здания депо вместе с частью имущества были заброшены, и по сей день постепенно разрушаются и разграбляются мародерами.